# Flickerzaj
A flickerzaj az elektromos zajok egyik típusa, melynek spektrális teljesítménysűrűsége  1/f. Emiatt gyakran hívják 1/f zajnak vagy rózsaszín zajnak, bár ezen fogalmak definíciója tágabb értelmű. Majdnem mindegyik elektromos eszközben előfordul, és több más hatás is kísérheti, mint például szennyeződés az átvivő csatornában, a az alapáram létrejötte vagy átalakulása során létrejövő zaj, és még több más egyéb.

## Tulajdonságok
Az 1/f zaj az elektromos áramban vagy a feszültségben általában az egyenáramhoz kapcsolódik, mivel Ohm törvényének következtében az ellenállási fluktuáció átalakul feszültségi vagy egyen fluktuációvá. Az ellenállásban is van egy 1/f komponens,  amin nem folyik át közvetlenül áram, aminek az ellenállás változása révén fellépő hőmérséklet-különbség az oka. Ez a jelenség nincs jelen a manganinban, mert mert ott elhanyagolható az elektromos ellenállás hőhányadosa.
Az elektromos eszközökben alacsony frekvenciájú jelenségként mutatkozik meg, mert a magasabb frekvenciákat leárnyékolja  a fehér zaj, ami más forrásokból származik. Az oszcillátorokban fel lehet erősíteni az alacsony frekvenciájú zajt, így az oszcillátorban fáziszaj alakul ki.